# Distretto regionale di Fraser-Fort George
Il distretto regionale di Fraser-Fort George (RDFFG) è un distretto regionale della Columbia Britannica, Canada di 92.264 abitanti, che ha come capoluogo Prince George.

## Comunità
- Città e comuni
  - Prince George (city)
  - Mackenzie (municipalità di distretto)
- Villaggi e aree esterne ai comuni
  - McBride
  - Valemount
  - Fraser-Fort George A (Salmon River & Lakes)
  - Fraser-Fort George C (Chilako River-Nechako)
  - Fraser-Fort George D (Tabor Lake-Stone Creek)
  - Fraser-Fort George E (Woodpecker-Hixon)
  - Fraser-Fort George F (Willow River-Upper Fraser)
  - Fraser-Fort George G (Crooked River-Parsnip)
  - Fraser-Fort George H (Robson Valley-Canoe)